# Crisi degli ostaggi in Algeria
La crisi degli ostaggi in Algeria cominciò il 16 gennaio 2013, quando dei miliziani affiliati ad al-Qaeda con una brigata comandata da Mokhtar Belmokhtar sequestrarono oltre 800 persone di diverse nazionalità nell'impianto di estrazione del gas di Tigantourine, vicino ad In Aménas, nell'est dell'Algeria. Uno dei maggiori luogotenenti di Belmokhtar, Abdul al Nigeri, guidò l'attacco e fu tra i terroristi uccisi.  Dopo quattro giorni, le forze speciali algerine fecero un'incursione nel sito, in uno sforzo per liberare gli ostaggi.
Almeno 39 ostaggi stranieri rimasero uccisi, insieme ad una guardia giurata algerina, così come 29 militanti. Furono liberati 685 lavoratori algerini e 107 stranieri. Tre miliziani furono catturati.

## Il sequestro e il blitz
Il 16 gennaio 2013, mentre 700 lavoratori erano in arrivo con dei pullman nell'impianto del gas, un commando di circa 30 uomini, legati presumibilmente ad al-Qaida li ha sequestrati.
Durante il sequestro morirono 7 persone. Come l'assalto è cominciato, una guardia di nome Mohamed Lamine Lahmar è riuscita ad attivare un allarme, avvertendo che un attacco terroristico era in corso. Le azioni di Lahmar hanno reso possibile salvare numerose persone. Lahmar è stato poi colpito a morte dai terroristi.
Diffusa la notizia, immediatamente, l'esercito algerino ha circondato il sito. Dopo 24 ore di pressioni da parte di tutto il mondo, i miliziani ancora non si erano arresi.
Così l'esercito algerino pianificò un blitz, nel quale sarebbero stati liberati gli ostaggi.
Il blitz prevedeva anche l'uso di elicotteri e bombardieri.
A 24 ore dalla strage, decine di ostaggi erano ancora nelle mani dei sequestratori, anche se il sito era accerchiato e sorvolato da forze speciali algerine. Il 19 gennaio, dopo che l'esercitò trovò 15 corpi di ostaggi carbonizzati, attuò un secondo blitz nel quale solo gli ultimi 3 ostaggi si salvarono dato che erano riusciti a fuggire; tutti gli altri 15 ostaggi erano già stati uccisi.

## Vittime
Il 19 gennaio, 11 militanti e 7 ostaggi rimasero uccisi nell'assalto finale per porre fine al sequestro. Inoltre, 16 ostaggi stranieri vennero liberati, tra cui 2 statunitensi, 2 tedeschi e 1 portoghese.
Un ostaggio algerino (una guardia giurata) e 39 ostaggi stranieri di nove differenti Paesi sono stati uccisi.  La ripartizione delle nazionalità degli ostaggi morti è la seguente:
| Nazionalità | Morti |
| ----------- | ----- |
| Giappone    | 10    |
| Filippine   | 8     |
| Norvegia    | 5     |
| Regno Unito | 5     |
| Stati Uniti | 3     |
| Malaysia    | 2     |
| Romania     | 2     |
| Algeria     | 1     |
| Colombia    | 1     |
| Francia     | 1     |

## Elenco delle vittime
| Numero vittime | Paese       | Nomi | Note                                                             |
| -------------- | ----------- | --- | ---------------------------------------------------------------- |
| 10             | Giappone    | - Tadanori Aratani, 66 anni, di Tokyo; - Rokuro Fuchida, 64 anni, di Fujisawa; - Yasuji Goto, 59 anni; - Fumihiro Ito, 59 anni, di Minamisanriku; - Keisuke Kawabata, 49 anni; - Satoshi Kiyama, 29 anni, di Kumamoto; - Hidemi Maekawa, 60 anni; - Bunshiro Naito, 44 anni, di Toyohashi; - Hiroaki Ogata, 57 anni; e - Takashi Yamada, 72 anni. |                                                                  |
| 8              | Filippine   | Nomi non resi noti | 2 dispersi                                                       |
| 5              | Norvegia    | - Tore Bech, 58 anni, di Bergen; - Hans M. Bjone, 55 anni, di Bergen; - Victor Sneberg, 56 anni, di Sandnes; - Thomas Snekkevik, 35 anni, di Austrheim; and - Alf Vik, 43 anni, di Grimstad. |                                                                  |
| 5              | Regno Unito | - Garry Barlow, 49 anni, di Liverpool; - Carson Bilsland, 46 anni, di Bridge of Cally, Perthshire, Scozia; - Sebastian John, 26 anni, di Gamston; - Paul Morgan, 46 anni, di Liverpool; e - Kenneth Whiteside, 59 anni, di Glenrothes, Fife, Scozia.                                                                                              |                                                                  |
| 3              | Stati Uniti | - Frederick Buttacio, 58 anni, di Katy (Texas); - Victor Lynn Lovelady, 58 anni, di Nederland, Texas; e - Gordon Lee Rowan, 59 anni, di Sumpter (Oregon). |                                                                  |
| 2              | Malaysia    | - Chong Chung Ngen, 55 anni, di Ipoh, Perak; e - Tan Ping Wee, 48 anni, di Port Dickson, Negeri Sembilan. |                                                                  |
| 2              | Romania     | - Mihail Bucur, 40 anni, di Ploiești; e - Tiberiu Ionuț Costache, 36 anni, di Bărcănești. |                                                                  |
| 1              | Algeria     | Mohamed Lamine Lahmar | guardia giurata                                                  |
| 1              | Colombia    | Carlos Estrada, di Bogotà. | Viveva a Chelsea, Londra. BP Vice Presidente per il Nord Africa. |
| 1              | Francia     | Yann Desjeux, 52 anni, di Anglet. |                                                                  |

## Reazioni internazionali
- :condannano pienamente il sequestro. Riferiscono di non essere stati avvisati per il blitz. In seguito al blitz decidono di mandare un aereo in aiuto all'aviazione algerina.
- : condanna il gesto definendolo vile. Riunione d'emergenza a Londra per eventuale intervento.
- : dura condanna del premier Shinzō Abe che incontra l'ambasciatore algerino a Tokyo per avere spiegazioni in merito.